# Autorità di bacino regionale della Sicilia
L'Autorità di bacino regionale della Sicilia è una delle Autorità della Regione Siciliana che opera nel settore della difesa del suolo.
È un ente pubblico economico che gestisce i bacini idrografici dell'isola.
La sede amministrativa è a Palermo.